# Здравко Тодоровић
Здравко Тодоровић (Доњи Рибник, ФНРЈ, 2. март 1956) српски је универзитетски професор и доктор економских наука.

## Биографија
Здравко Тодоровић је рођен 2. марта 1956. године у Доњем Рибнику, ФНРЈ. Звање дипломираног економисте стекао је 1981. на Факултету организације и информатике Универзитета у Загребу. На Економском факултету у Бањој Луци одбранио је магистарску тезу 6. марта 1989. године и стекао звање магистра економских наука. Затим, на истом факултету одбранио је и докторску дисертацију 16. јула 1997.
Од 1986. до 1994. био је инспектор Службе друштвеног књиговодства Бања Лука. Од 2002. до 2006. био је амбасадор Босне и Херцеговине у Аустралији. Директор је Института економских наука Универзитета у Бањој Луци од 2007.
Запослен је на Економском факултету у Бањој Луци од 1994. Редовни је професор на Катедри за пословну економију и менаџмент. Предаје на предметима Економика предузећа, Транснационалне компаније и корпоративно управљање и Квалитет и конкурентност. Ужа научна област му је теоријска економија.

## Радови
Књиге и поглавља у књигама проф. др Здравка Тодоровића:
- Тодоровић, З. и други: Квалитет према стандардима серије ИСО 9000, ИИС-ИТЦ, Бања Лука, 1995.
- Тодоровић, З., Поповић, Б.: Обезбеђење квалитета, Наука, Београд, 1998.
- Тодоровић, З., Поповић, Б.: Излазна контрола, Наука, Београд, 2000.
- Тодоровић, З., Шијаковић, И., Марић, Т.: Приручник за израду научних и стручних радова, Бања Лука, 2007.
- Тодоровић, З., Бабић, М.: Корпоративно управљање као фактор развоја економије, Атлантик, Бања Лука, 2009.
- Тодоровић, З.: Управљање квалитетом, Економски факултет, Бања Лука, 2009.
- Берберовић, Ш., Тодоровић, З.: Економика предузећа, Економски факултет, Бања Лука, 2009.

Објавио је 57 научних и стручних радова и 7 књига, учествовао у 22 национална и 6 међународних пројеката.